# Enargia abluta
Enargia abluta är en fjärilsart som beskrevs av Jacob Hübner 1808. Enargia abluta ingår i släktet Enargia och familjen nattflyn. Inga underarter finns listade i Catalogue of Life.